# HSV Thamen
HSV Thamen is een Nederlandse honkbal- en softbalvereniging uit De Kwakel. De club werd opgericht in 1962 en heeft in 2015 10 honkbalteams, 7 softbalteams, 1 Beeballteam en 1 slowpitchteam. Dit jaar komt Heren Honkbal 1 uit in de 2e klasse, Heren Softbal 1 speelt in de 1e klasse en Dames Softbal 1 speelt in de 3e klasse.

## Thamen Japan
Thamen heeft een aparte afdeling voor Japanse jeugdspelers. Bijna al deze spelers gaan na een jaar terug naar Japan. In 2013 bestaan de teams Aspiranten 1 en Pupillen 2 geheel uit Japanse spelers.